# Гиршфельд, Георг
Георг Гиршфельд (нем. Georg Hirschfeld; 11 февраля 1873, Берлин — 17 января 1942, Мюнхен) — немецкий драматург, прозаик и сценарист.

## Биография
Сын еврея-фабриканта. Обучался коммерции. Учёбу бросил в пользу занятий литературой и философией.
В 1895—1905 годах был членом объединения вольных поэтов и писателей натурализма.
После Мюнхена, Берлина и Вены с 1905 года жил в колонии художников Дахау.

## Творчество
Последователь драматурга Герхарта Гауптмана.

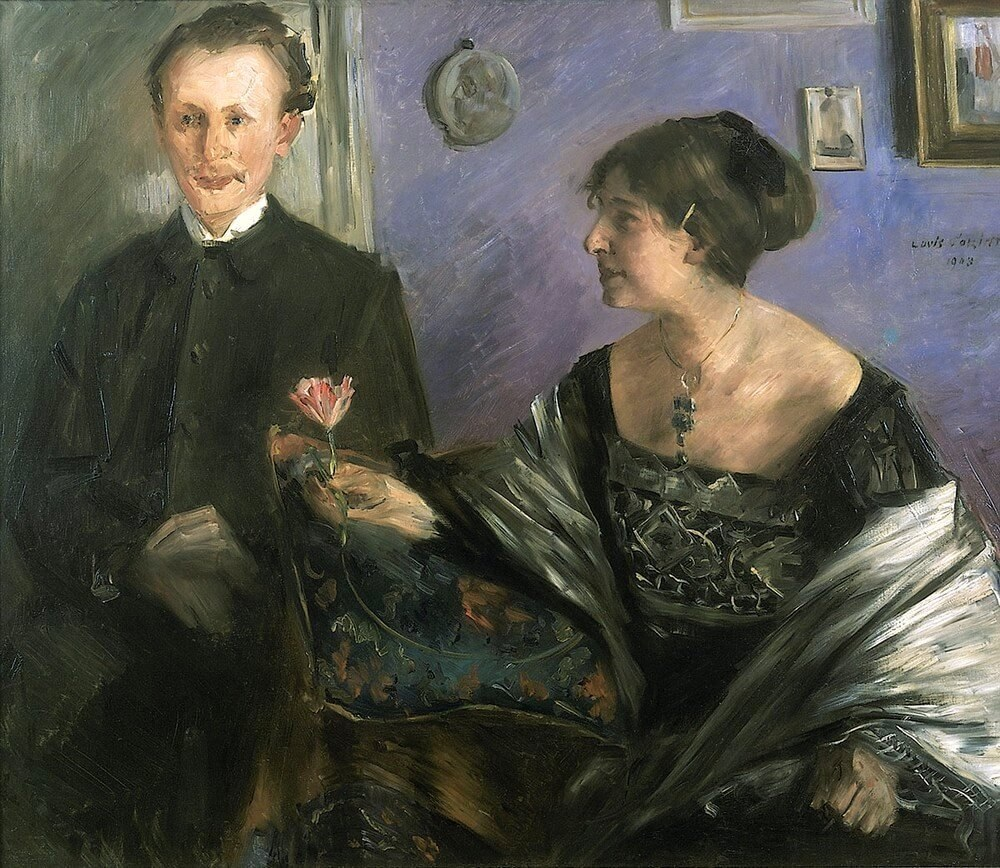
Портрет Гиршфельда и его жены Эллы кисти Л. Коринта

Автор ряда автобиографических произведений в стиле натурализма. Из-за материальных причин позже начал писать романы развлекательного жанра. 
В отличие от большинства немецких писателей еврейского происхождения, черпал материал для своих драм из жизни преимущественно берлинских евреев и в драмах «Agness Jordan» (2 изд. 1898) и «Die Mütter» (3 изд. 1900) дал яркую характеристику еврейской среды Берлина, главным образом, среднего класса коммерсантов. Та же среда обрисована им и в комедии «Der junge Goldner» (1901). Перу Г. Гиршфельда принадлежит несколько рассказов и повестей. 
Пользовался в Германии довольно большой известностью, хотя у него были довольно резкие критики. Лучшая пьеса Г. Гиршфельда — «Agnes Jordan» (1898), имевшая большой успех и переведенная на многие иностранные языки. Ещё раньше Г. Гиршфельд выступил с драмой «Die Mütter» (1896). Из последующих его пьес «Pauline» (1899), которую автор называет «берлинской комедией» и в которой он хотел применить на практике натуралистические теории, сравнительно меньше понравилась публике.
В 1895 году вышел в свет сборник беллетристических произведений Г. Гиршфельда, озаглавленный «Dämon Kleist». Ещё одно произведение Г. Гиршфельда — пьеса «Nebeneinander», не лишенная эффектных сцен, была поставлена в 1904 г. на сцене Мюнхенского театра.
По сценариям Г. Гиршфельда сняты 4 кинофильма
- Der Favorit der Königin (1922)
- Das schöne Mädel (1923)
- Die Frau im Feuer (1924)
- Das graue Haus (1926)

## Избранные произведения
- Verloren, драма, 1892
- Zu Hause, драма, 1894
- Der Bergsee, роман, 1896
- Die Mütter, драма, 1896
- Agnes Jordan, драма, 1898
- Pauline, драма, 1898
- Der Weg zum Licht, драма, 1902
- Nebeneinander, драма, 1904
- Michael Lewinoffs deutsche Liebe, Novelle, 1906
- Mieze und Marie, драма, 1907
- Auf der Schaukel, рассказ 1909
- Die Belowsche Ecke, роман, 1914
- Das tote Leben, драма, 1915
- Die Hände der Thea Sigrüner, роман, 1919
- Die Jagd auf Ubbeloh, роман, 1922
- Das Blut der Messalina , роман, 1924
- Frau Rietschel das Kind, роман, 1925

Его работы были запрещены после прихода к власти в Германии национал-социалистов.